# Ivo Moring
Ivo Moring (* 27. August 1971 in Hamburg) ist ein deutscher Popmusik-Komponist und Produzent.

## Leben
Moring begann seine Popmusik-Karriere im Jahr 2001. Sein größter Erfolg als Produzent, DJ Ötzis Ein Stern, produziert gemeinsam mit Thorsten Brötzmann, war 12 Wochen Nummer eins und wurde zum zweiterfolgreichsten Song in der Geschichte der deutschen Charts. Auch als Komponist ist Moring für diverse Top-10-Hits wie Christina Stürmers Nie Genug, Banaroos Space Cowboy oder Lutricia McNeals Perfect Love verantwortlich.
2014 und 2015 produzierte und schrieb er gemeinsam mit Thorsten Brötzmann einen Teil der Oonagh-Alben. Die von Moring mitgeschriebene Single Blind Heart des schwedischen DJ-Duos Cazzette erreichte 2015 Platz 1 in den amerikanischen Billboard Dance Charts.